# تيريزا رندل
تيريزا رندل (بالإنجليزية: Theresa Randle)‏ هي ممثلة أمريكية، ولدت في 27 ديسمبر 1964 بلوس أنجلوس في الولايات المتحدة.

## أعمال

### أفلام
- (1992) مالكوم إكس[4]
- (1994) شرطي بيفرلي هيلز 3[5][6]
- (1995) فتيان أشقياء[7][8][9]
- (1996) سبيس جام[10]
- (2003) فتيان أشقياء 2[11][12][13]

## وصلات خارجية
- تيريزا رندل على موقع IMDb (الإنجليزية)
- تيريزا رندل على موقع روتن توميتوز (الإنجليزية)
- تيريزا رندل على موقع ألو سيني (الفرنسية)
- تيريزا رندل على موقع أول موفي (الإنجليزية)
- تيريزا رندل على موقع قاعدة بيانات الأفلام السويدية (السويدية)
- تيريزا رندل على موقع إن إن دي بي (الإنجليزية)
- تيريزا رندل على موقع قاعدة بيانات الفيلم (الإنجليزية)
- تيريزا رندل على موقع كينوبويسك (الروسية)